# أنتوني ليون
أنتوني ليون (بالإنجليزية: Anthony Leone) هو فنان قتال مختلط أمريكي، ولد في 27 مايو 1987 في سنتر موريشيس في الولايات المتحدة.

## وصلات خارجية
- أنتوني ليون على موقع شيردوغ (الإنجليزية)
- أنتوني ليون على موقع IMDb (الإنجليزية)